# Marpissa radiata
Marpissa radiata es una especie de araña saltarina del género Marpissa, familia Salticidae. Fue descrita científicamente por Grube en 1859.
Es una especie que está muy extendida en Europa, habita en varios países como Reino Unido, Francia, Países Bajos, Suecia, Bélgica, Suiza, Finlandia, Alemania, Polonia, Estonia, Dinamarca, Austria, Bielorrusia, Lituania, Croacia y Luxemburgo, también en Turquía, Cáucaso, Rusia (Europa hasta el sur de Siberia) y Kazajistán. Los machos de esta especie miden de 6 a 7 mm y las hembras de 6,1 a 9,3 mm.
Poseen un prosoma oscuro con pelos, las patas de Marpissa radiata son básicamente marrones; el opistosoma también es marrón pero con bandas longitudinales oscuras y una más mediana de color naranja. El émbolo es de color oscuro.
Suelen encontrarse en lugares y sitios humedecidos, normalmente en aguas estancadas, además se cree que pasa gran parte de su tiempo confinada en zonas pantanosas (en Norfolk, Suffolk y Cambridgeshire se encontraron especies en pantanos, también en Shapwick Heath, Glamorgan del Oeste y Dorset). En estos pantanos, las hembras tejen su capullo en plantas herbáceas como Phragmites. Suelen habitar y frecuentar la vegetación baja, así como también ramas y arbustos de brezo (Calluna). Las especies adultas de Marpissa radiata son muy abundantes en los meses de mayo y junio, aunque se sabe que aparecen en octubre.
Esta especie se vuelve muy vulnerable con la pérdida de los pantanos, especialmente cuando se ven afectados o comprometidos los niveles freáticos. Una vez degradados estos lugares, es difícil su restauración.

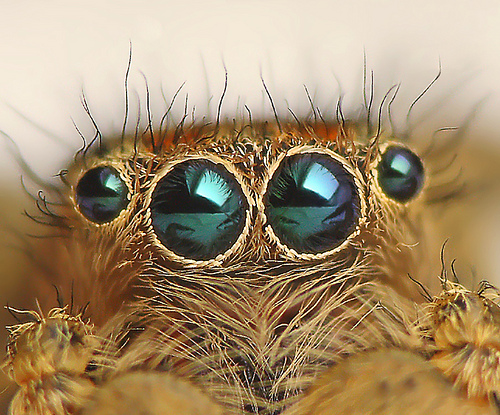
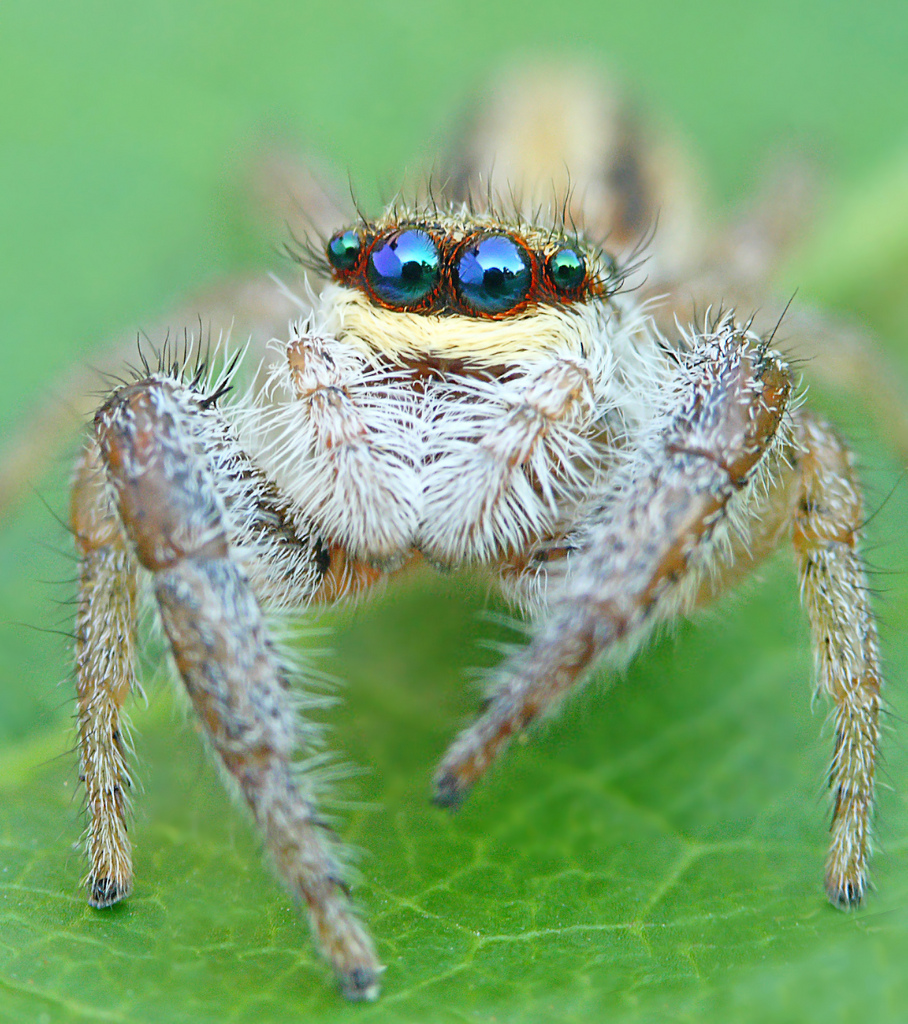
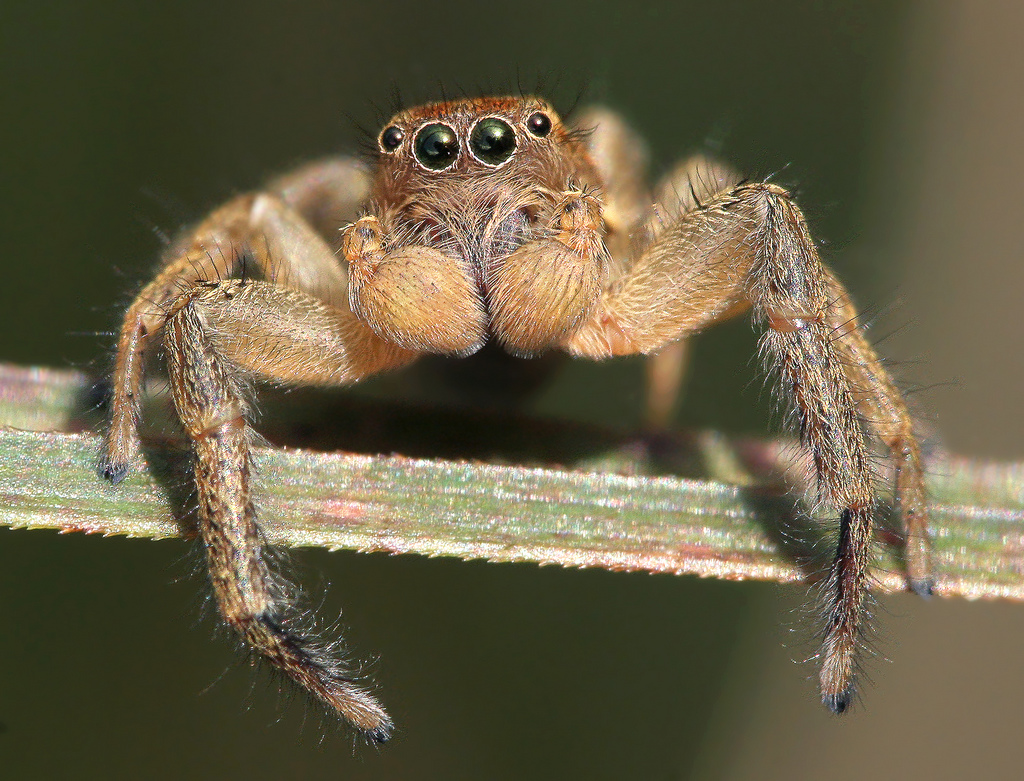
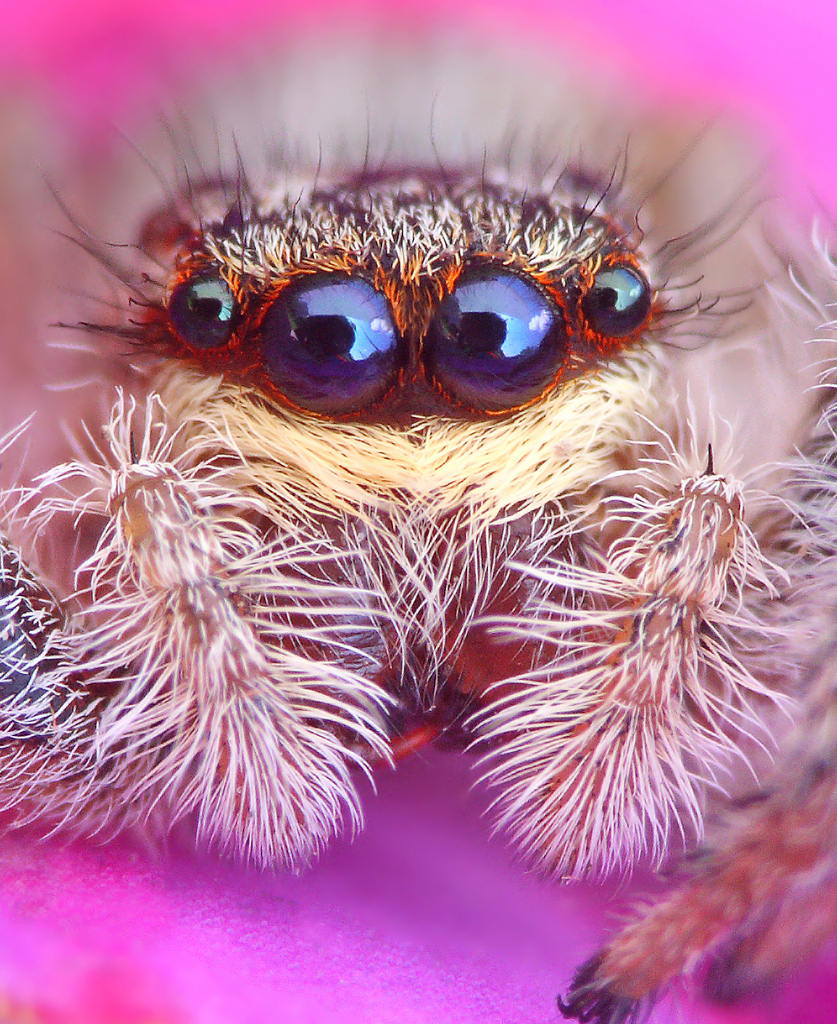